# Гарпастум (игра)

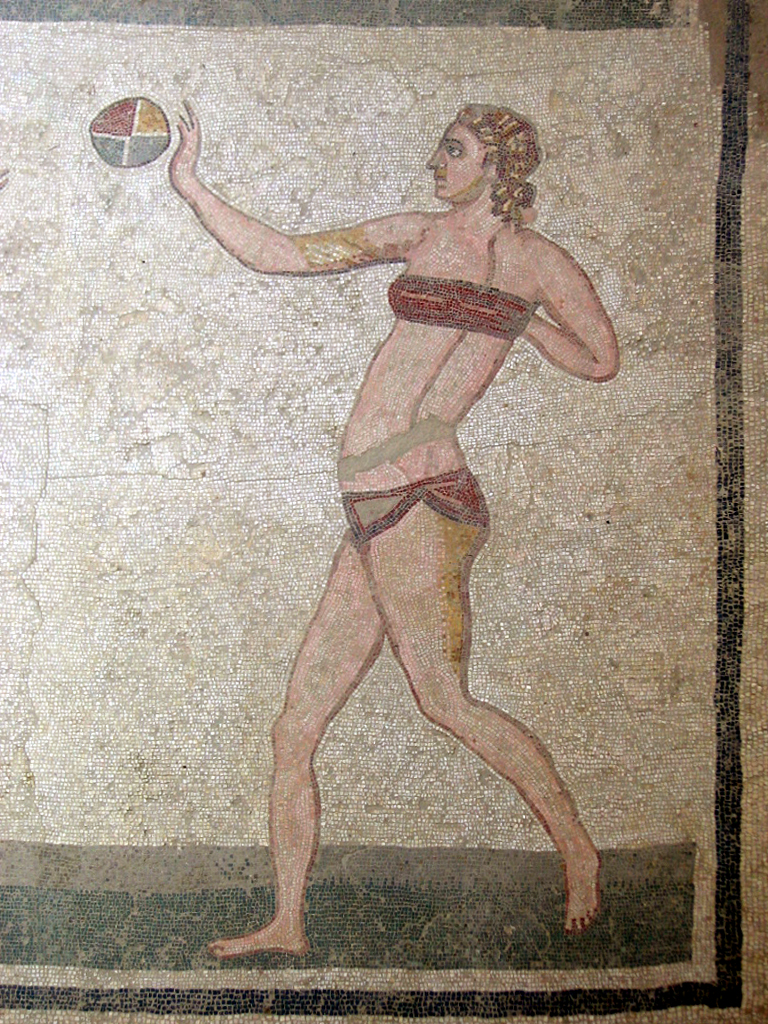
Мозаика в Вилла Романа дель Казале

Гарпастум (Гарпастон) (др.-греч. ἁρπαστόν, от греч. — «грабить», «быстро отнимать») — игра с мячом древнегреческого и древнеримского мира, служившая физическому воспитанию. У римлян игра называлась Harpastum («упражнения с маленьким мячом»). До V века была одной из самых популярных игр с мячом в Римской империи.

## Правила
Точные правила неизвестны. Предполагается, что греки и римляне играли по сходным правилам. По современным представлениям, игра напоминала смесь регби и гандбола. Играли две команды на прямоугольном поле. На расстоянии 75 шагов от центра с каждой стороны находилась линия ворот. Целью было доставить мяч за линию ворот противника. В каждой команде, предположительно, было от 5 до 12 игроков. Мяч можно было ловить в воздухе, отбивать или бросать рукой. Контактная борьба между игроками являлась важной частью игры. Мяч представлял собой надутый свиным пузырём кожаный шар.
Климент Александрийский упоминает игру под названием Фенинда (φαινίνδα) и пишет, что «в неё играют на солнце маленьким мячом, и она вполне подходит для мужчин». По словам Юлия Поллукса и Афенея, это та же игра, что и гарпастон. Игра проводилась «на пыльной земле».
Гладиаторский врач Гален отмечал в своих трудах, что «игра с маленьким мячом» была очень дешёвой и поэтому доступной даже беднейшим слоям населения. Также он утверждал, что из всех физических упражнений эта игра самая разнообразная и полезная для всего тела, а риск травм в ней значительно ниже, чем в других видах спорта того времени.

## История
Согласно преданиям античности, первый мяч дала Эросу богиня Афродита, сказав ему такие слова: «Я дам тебе чудесную игрушку: это шар быстро летучий, иной лучшей забавы ты не добудешь из рук Гефеста». В зависимости от ритуала мяч мог символизировать и Солнце, и Луну, и Землю, и даже полярное сияние. Среди воинов Спарты была популярна игра в мяч «эпискирос», в которую играли и руками и ногами. В нее играли в основном мужчины, но женщины, при желании, тоже могли попрактиковаться. Греческую игру Эпискирос позже переняли римляне, которые изменили её и переименовали в «Гарпастум» («ручной мяч») и несколько видоизменили правила. Гарпастум (в переводе «игра маленьким мячом») оставался популярным в течение 700 лет. Играли в него относительно маленьким, но тяжелым мячом, похожим на фоллис или паганикус [мяч, набитый пухом]. В этой игре, которая была одним из видов военной тренировки легионеров, следовало провести мяч между двумя стойками. В матчах принимало участие от 5 до 12 человек с каждой стороны. Игры проходили на прямоугольном поле с очерченными границами, разделенном на две равных половины центральной линией. Каждая команда должна была сохранить мяч на своей половине как можно дольше, в то время как противник пытался захватить его и пробиться на свою сторону. Игра отличалась жестокостью. «Игроки разделяются на две команды. Мяч помещают на линию в центре площадки. На обоих краях площадки за спиной у игроков, каждый из которых стоит на отведенном ему месте, проводят еще по линии. За эти линии полагается занести мяч, причем совершить оный подвиг сподручно, лишь распихивая игроков соперничающей команды». По свидетельству современника Древнего Рима, это описание гаспартума – игры отдаленно напоминающей футбол.
Важным правилом Гарпастума было то, что блокировать разрешалось только игрока с мячом. Это ограничение привело к развитию сложных комбинаций пасов. Игроки выработали специальные роли на поле. Вероятно, существовало множество уловок и тактических схем. Ноги практически не использовались в Гарпастуме. Скорее имело место сходство с регби. Император Юлий Цезарь (который, предположительно, и сам играл) использовал Гарпастум для поддержания физической формы и боеготовности своих солдат.
Есть упоминания, что римские мальчики играли в мяч на улицах. Цицерон описывает судебное дело, в котором мужчина был убит при бритье из-за того, что в брадобрея попал мяч. Это вероятно первый исторически зафиксированный случай гибели человека при игре в футбол (по крайней мере в Европе, т.к. считается что в Мезоамерике проигравшие команды зачастую приносились в жертву богам).
Афиней (Atheneaus) писал о Гарпастуме: «Гарпастум, также называемый Фаининда, это моя любимая игра. Велики усилия и усталость, сопровождающие игру с мячом, жестокое скручивание и ломание шей». Отсюда слова Антифена: «Проклятье, как же болит шея». Он описывает игру так: «Он хватает мяч, пасует его товарищу, одновременно уклоняясь от другого, и смеется. Он сует его другому. Товарища он поднимает на ноги. Все это время кричит толпа за границами поля. Далеко, прямо за ним, над головой, на земле, в воздухе, слишком близко, пас в кучу игроков»
Также считается, что римляне принесли Гарпастум на британские острова во время своей экспансии. Правда, к их появлению, незамысловатые игры с мячом там уже существовали. Существуют свидетельства о матче по Гарпастуму между римлянами и жителями Британии — бриттов и кельтов. Бритты оказались достойными учениками — в 217 н. э. в г. Дерби они впервые победили команду римских легионеров. Но даже несмотря на победу завоевателей, Гарпастум со временем исчез и очень маловероятно, что он мог дать толчок к дальнейшему развитию английского «футбола толпой» (mob football). Но несомненно, именно римский гаспартум был непосредственным предшественником европейского футбола. 
С распадом Римской империи эта игра осталась под другими названиями во Франции («па супь»), в Италии («кальчио») и многих других государствах, образовавшихся на её месте.